# Établissement public à caractère industriel et commercial en Algérie
Pour les articles homonymes, voir Établissement public, Établissement public à caractère industriel et commercial et EPIC.
Un établissement public à caractère industriel et commercial (EPIC) en Algérie, est une personne morale de droit public ayant pour but la gestion d'une activité de service public.

## Liste des EPIC
- Agence Nationale pour la Valorisation des Ressources en Hydrocarbures (ALNAFT)
- Agence nationale d'études et de suivi de la réalisation des investissements ferroviaires (ANESRIF)
- Agence nationale des barrages et transferts (ANTB)
- Agence nationale de l’amélioration et du développement du logement (AADL)
- Agence nationale des ressources hydrauliques (ANRH)
- Algérie Poste
- Algérie Presse Service (APS)
- Établissement de gestion des pompes funèbres et cimetières (EGPFC)
- Établissement public de télévision (EPTV)
- Entreprise de transport urbain et suburbain d'Alger (ETUSA)
- Institut national de cartographie et de télédétection (INCT)
- Institut national de la prévention des risques professionnels (INPRP)
- Office national d'appareillages et accessoires pour personnes handicapées (ONAAPH)
- Radio algérienne (RA)
- Société nationale des transports ferroviaires (SNTF)
- Télédiffusion d'Algérie (TDA)
- Organisme algérien d'accréditation (ALGERAC)
- Institut algérien de normalisation (IANOR)
- Institut national de la propriété industrielle (INAPI)
- Agence nationale d'intermédiation et de régulation foncière (ANIREF)
- Institut national de la productivité et du développement (INPED)
- Institut Pasteur d'Algérie (IPA)
- Pharmacie centrale des hôpitaux (PCH)
- Institut supérieur de gestion et de planification (ISGP)
- Office national de la météorologie (ONM)
- Office national de gestion et d'exploitation des biens culturels protégés (OGEBC)
- Office national des statistiques (ONS)
- Centre d'enfouissement technique (CET)
- Centre National d’Études et d'Analyses pour la Population et le Développement (CENEAP)[1]
- Agence nationale de numérisation de la santé (ANNS)